# National Protection and Programs Directorate
National Protection and Programs Directorate (NPPD) är en amerikansk federal myndighet som arbetar i syfte att förhindra och reducera hot, attacker och ödeläggelse vid händelser av terrorism, cyberattacker och naturkatastrofer mot USA:s inre intressen och dess fysiska- och cyberinfrastruktur.
De är en del av USA:s inrikessäkerhetsdepartement sedan när de bildades 2007.

## Delmyndigheter
NPPD består av fem delmyndigheter:
- Federal Protective Service
- Office of Biometric Identity Management
- Office of Cybersecurity and Communications
- Office of Cyber and Infrastructure Analysis
- Office of Infrastructure Protection